# Emma Jane Greenland
Emma Jane Greenland Hooker, detta Miss Greenland (Londra, 1760 – Londra, 1843), è stata una pittrice, scrittrice e cantante inglese. Esperta di pittura ad encausto. 

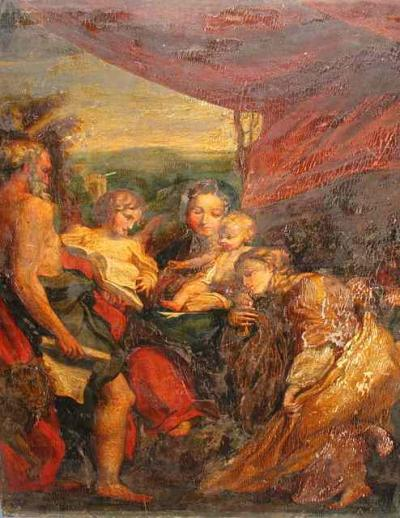
"Madonna and child with Saint John and cherub"

Negli anni tra il 1772 e il 1782 studiò pittura con Francesco Bartolozzi presso la Incorporated Society of Artists di Londra e ancora con Giovanni Battista Cipriani e con Giovan Battista Capezzuoli alla Galleria del Duca di Richmond. 
Per perfezionare gli studi si trasferì in Italia e nel 1783, a Roma, cominciò a studiare pittura ad encausto con Giuseppe Pignatelli.
Nel 1785 a Firenze fece pratica di pittura ad encausto nella bottega di Irene Parenti Duclos e grazie a lei cominciò a frequentare la Reale Galleria. 
Tornò a Londra nel 1786 e nel 1787 pubblicò Curios discovery of the ancient grecian method of painting on wax ed espose il suo Autoritratto, dipinto tutto ad encausto, alla Royal Academy of Arts di Londra in veste di "Honorary Exhibitor".
Nel 1792 ricevette in premio una targa d'oro dalla Society of Arts di Londra per i suoi esperimenti e per le sue ricerche sulla pittura ad encausto. La sua premiazione viene riportata nel 10º volume della Society Transaction. Successivamente pubblicò alcuni altri trattati su questo particolare metodo di pittura.
Anche la sua carriera di musicista le dette grandi soddisfazioni come quando Johann Christian Bach, figlio del grande Sebastian, le dedicò 6 sonate per piano e violino.
Con il marito, dal 1801, diresse nel Sussex una scuola per giovani rampolli dell'aristocrazia che, nel corso degli anni, poté annoverare come studenti i nipoti del Duca di Wellington e quelli di Napoleone Bonaparte.